# Deseado
Deseado (hiszp. Río Deseado) – rzeka w południowej Argentynie, w prowincji Santa Cruz, na Wyżynie Patagońskiej. Wypływa z jeziora Buenos Aires/General Carrera, płynie 615 km w kierunku wschodnim i uchodzi do Oceanu Atlantyckiego w okolicach miasta Puerto Deseado.